# Felistas Muzongondi
Felistas Muzongondi (22 de março de 1986) é uma futebolista zimbabuense que atua como atacante. 

## Carreira
Felistas Muzongondi fez parte do elenco da Seleção Zimbabuana de Futebol Feminino, nas Olimpíadas de 2016. 